# Bronislava
Bronislava je ženské jméno slovanského původu, jeho význam je obvykle uváděn jako: bojující za slávu; chránící (bránící) Slávu nebo slavná bojovnice, Slavná v boji. Další variantou jména je Branislava. Mužskou variantou jména je Bronislav nebo Branislav. V českém občanském kalendáři má svátek 3. září.
V Polsku má Bronisława svátek 1. září na počest svaté Bronislavy (~1200–1259).

## Známé nositelky jména
- Bronislava Herbenová, rozená Foustková (1861–1942), česká spisovatelka a překladatelka
- Bronislava Müllerová (1959–2003), česká překladatelka a disidentka

## Zdrobněliny
Broňa, Broňka, Bronička, Broninka, Slávinka, Slavuška